# Tarrington
Tarrington (sorbisch Bukecy) ist ein Dorf im Verwaltungsgebiet Southern Grampians Shire im Südwesten des australischen Bundesstaats Victoria.
Laut der Volkszählung im Jahre 2006 hatte Tarrington in diesem Jahr 193 Einwohner, fünf Jahre später bereits 450 Einwohner. Bis 2016 sank die Einwohnerzahl wieder auf 301. Weitere fünf Jahre später betrug sie wieder 328.

## Geographie
Das Dorf befindet sich am Hamilton Highway, etwa neun Kilometer östlich der Stadt Hamilton, welche Sitz des Verwaltungsgebietes ist und sich selbst – wegen der hier traditionell ansässigen Schafzucht – als Wool Capital of the World (deutsch: Weltwollhauptstadt) bezeichnet.

## Geschichte
Tarrington ist eine sorbische Gründung: Der Ort wurde im Jahre 1853 als Bukecy (sorbischer Name von Hochkirch in der Oberlausitz) von aus Sachsen stammenden sorbischen Einwanderern gegründet. Diese hatten unter anderem wegen religiöser Spannungen, politischer Unwägbarkeiten und wirtschaftlicher Schwierigkeiten ihre Heimat verlassen.
Am 5. September 1851 gingen sie in Hamburg an Bord des kurz vor der Fahrt auf der Reiherstiegwerft vom Stapel gelaufenen Auswandererschiffes Helene der Reederei J.C. Godeffroy & Sohn. Quellen führen 128 bis 163 Passagiere an Bord auf, von denen ein Großteil (98 von 128) Sorben waren. Es befanden sich laut den heute bekannten Passagierlisten etwa 46 Kinder unter ihnen. Am 24. Dezember 1851 traf das Schiff in Port Adelaide ein. Zunächst siedelten sich die meisten Siedler in der Nähe von Adelaide sowie im Barossa Valley an.

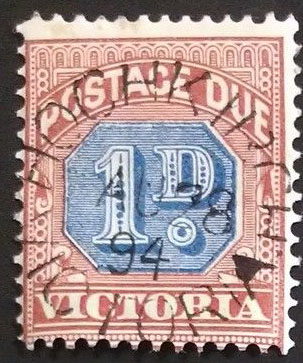
Briefmarke, 1894 abgestempelt in Hochkirch, Victoria

Auf der Suche nach besseren und größeren Grundstücken kamen einige von ihnen schließlich nach Victoria in die Nähe der Stadt Hamilton. Der Ort, an dem sie sich niederließen, wurde Bukecy genannt, da die meisten Familien aus Orten in der Pfarrgemeinde wie zum Beispiel Meschwitz, Steindörfel, Zschorna und Kuppritz stammten. Die Bezeichnung leitet sich vom Wort buk ab, welches „Buche“ bedeutet. Bald schon wurde jedoch für den Ort in Australien die deutsche Bezeichnung „Hochkirch“ üblich. Am 15. Februar 1861 eröffnete die gleichnamige Poststelle. Die Ansiedlung wuchs schnell und bereits im Jahre 1869 hatte sie etwa 850 Einwohner. Es gab eine Schule und eine Bibliothek. Bekanntestes Unternehmen des Ortes war zu jener Zeit der Zeitungsverlag von Oscar Mueller.
Aufgrund der durch den Ersten Weltkrieg bedingten anti-deutschen Stimmung im Land wurde Hochkirch, wie auch viele andere deutsche Siedlungen in Australien, am 1. März 1918 umbenannt und erhielt in der Folge den heutigen Namen Tarrington.
Der Ort verfügt in der Gegenwart unter anderem über eine lutherische Schule, eine Kindertagesstätte, ein Restaurant, einen Steinbruch und eine Feuerwache. Sehenswert ist die lutherische Kirche St. Michaels, deren Kirchgemeinde Kontakte zur evangelisch-lutherischen Kirchgemeinde im sächsischen Hochkirch pflegt.